# John Muir (naturforskare)
John Muir, född 21 april 1838 i Dunbar, död 24 december 1914 i Los Angeles, var en skotsk-amerikansk filosof, glaciolog och naturforskare.